# Нисли, Миклош
Миклош Нисли, также встречаются неправильные написания Нижли и Нишли (венг.  Nyiszli Miklós, 17 июня 1901 года, Шимлеу-Силванией, Австро-Венгерская империя (ныне — Румыния) — 5 мая 1956 года, Орадя) — венгерский врач-еврей, узник Аушвица (Освенцима), член так называемой зондеркоманды, свидетель Холокоста.

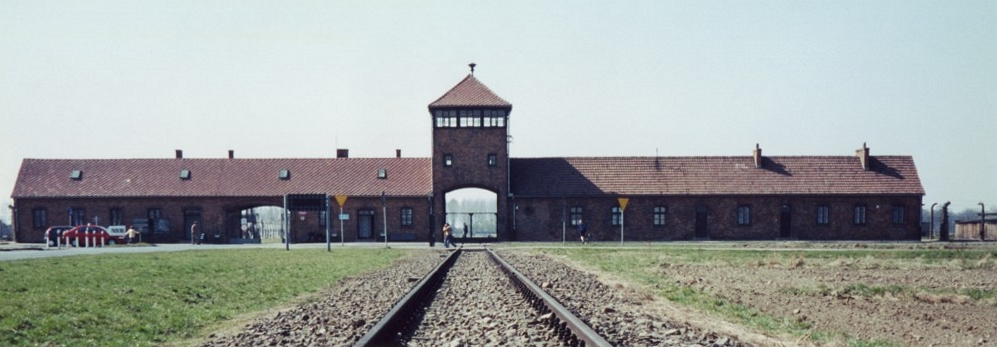
Ворота лагеря Аушвиц

## Биография
Сын еврейского торговца, родился в Трансильвании. Изучал медицину в Клуже, Киле, Бреслау (закончил в 1930 году). В 1930—1937 годах служил врачом и судмедэкспертом в родном городе Надьвараде, затем работал в Саплонце и Фелшёвишо (Вишеу-де-Сус). В мае 1944 года вместе с женой и 15-летней дочерью был арестован и этапирован в концентрационный лагерь Аушвиц-Биркенау.
Как врач, обслуживал 12 бараков. Был замечен Йозефом Менгеле и привлечён к медицинским экспериментам — вскрытию трупов заключённых, умерших от болезней, а также, особенно, карликов и близнецов. Стал свидетелем уничтожения десятков тысяч лагерников. В январе 1945 года был включён в число свыше 60 тысяч участников марша смерти — дошёл до Маутхаузена, а затем до Мелька, где был 5 мая 1945 года освобождён американскими войсками. Его жена и дочь также выжили (ему удалось подкупить офицера СС, и их перевели из лагеря смертников в женский трудовой лагерь, они были освобождены в 1945 году из лагеря Берген-Бельзен).
Вернулся в Румынию, работал врачом. В октябре 1947 года выступал как свидетель на одном из Нюрнбергских процессов (процесс IG Farben).
Скончался от острого инфаркта.

## Книга-свидетельство
В 1946 году опубликовал записки о своем лагерном опыте «Я был ассистентом доктора Менгеле». Книга вышла на румынском и венгерском языках, в 1951 году переведена на французский, в 1960 году — на английский, позднее издавалась ещё на нескольких языках, включая иврит. На её основе была написана пьеса Тима Блейка Нельсона «Серая зона» (1996), по которой он в 2001 году снял одноименный фильм, номинировавшийся на «Золотую раковину» Сан-Себастьянского МКФ.